# Kretschmanns Hof

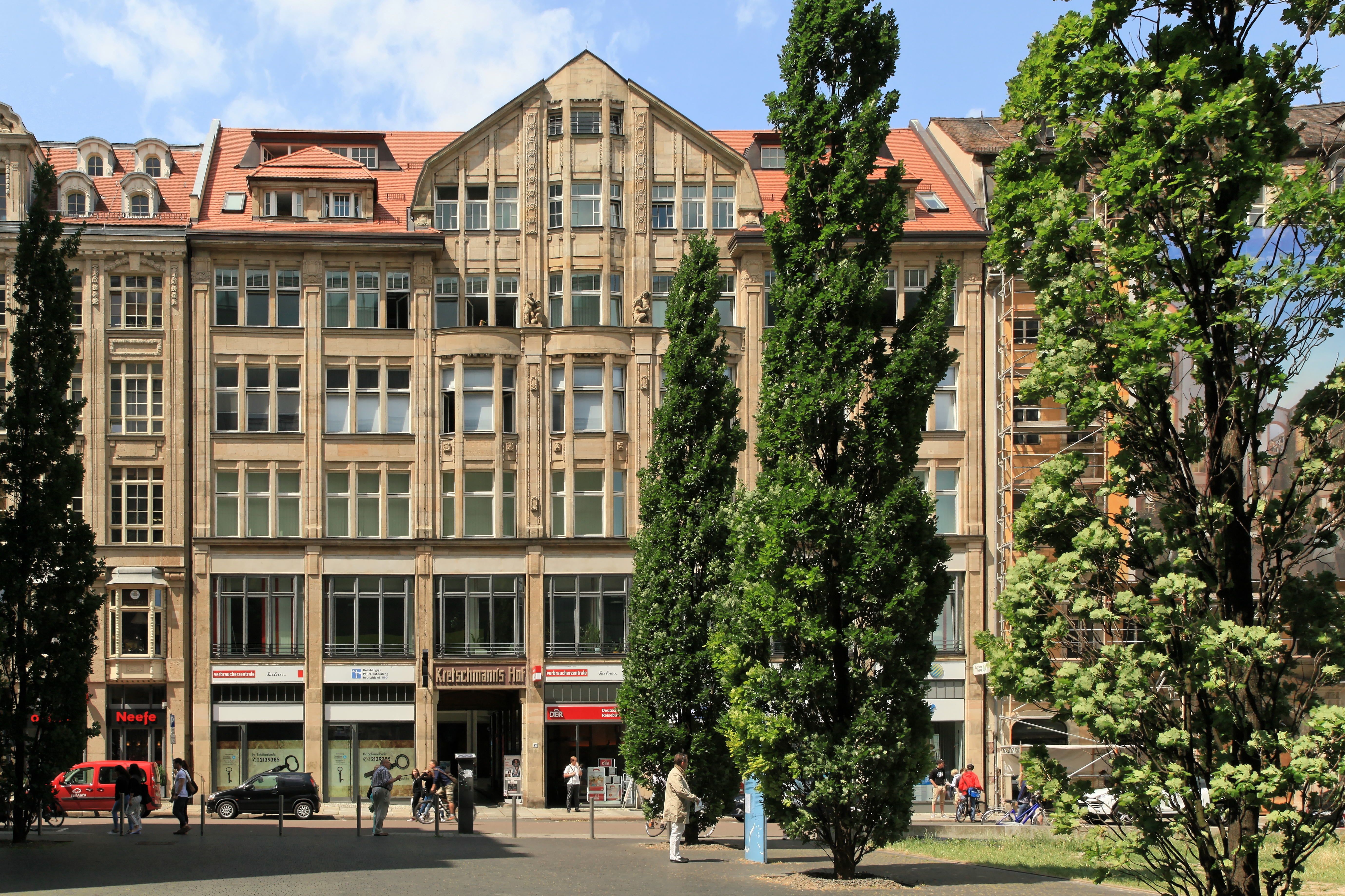
Kretschmanns Hof vom Bildermuseum aus (2015)

Kretschmanns Hof ist ein Büro- und Geschäftshaus in der Innenstadt von Leipzig, Katharinenstraße 17. Durch das Haus und seinen Hof führt eine Passage zum Haus Hainstraße 14, das den Namen Blauer und Goldener Stern trägt. Kretschmanns Hof steht unter Denkmalschutz.

## Geschichte

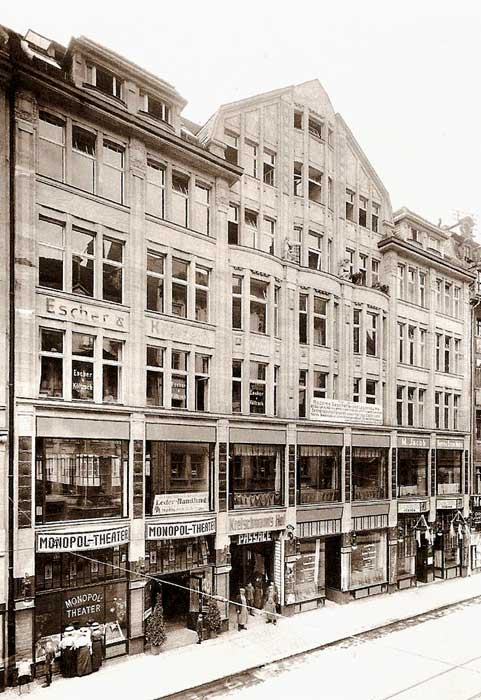
Kretschmanns Hof im Jahr der Fertigstellung

1910 wurden drei Grundstücke an der Leipziger Katharinenstraße vereint, um ein Büro- und Geschäftshaus zu errichten. Das bestehende Gebäude auf dem mittleren Grundstück hieß seit 1871 nach dem Besitzer Kretschmanns Hof. Dieser Hausname übertrug sich auf den Neubau, der 1912 nach Entwurf des Leipziger Architekten Max Fricke (1874–1934?) errichtet wurde.
Bereits von Beginn an beherbergte es eines der ersten Leipziger Stummfilm-Kinos, das Monopol-Theater (im Bild unten links). Es hatte 328 Sitzplätze und beschäftigte eine eigene Hauskapelle.
Nach der deutschen Wiedervereinigung wurde Kretschmanns Hof von der Leipziger Stadtbau AG saniert, wobei der Hofbereich eine Glasüberdachung erhielt. Seit 2011 hat das Kabarett Leipziger Pfeffermühle in Kretschmanns Hof seine Spielstätte.

## Beschreibung

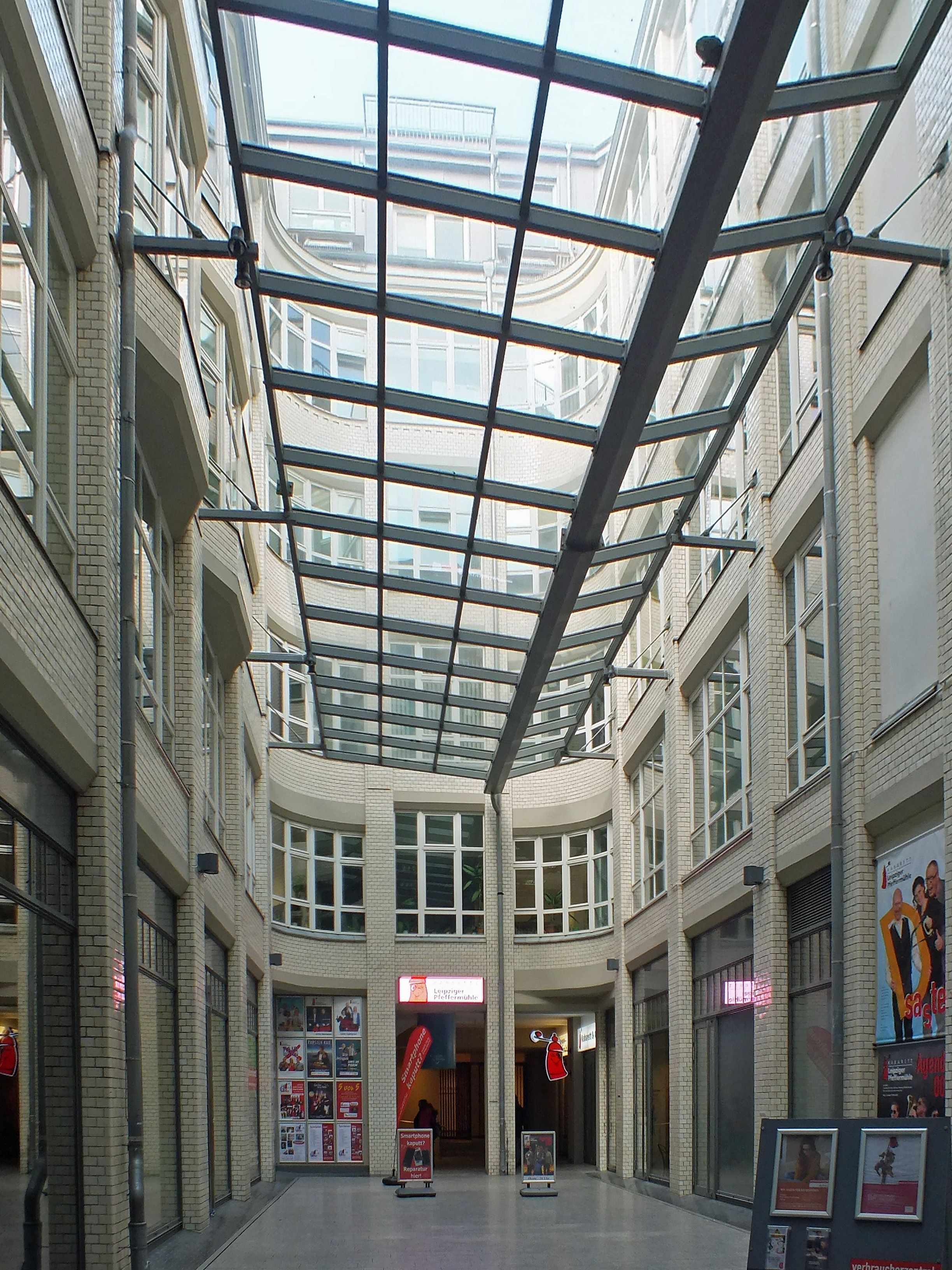
Glasdach des Hofes

Kretschmanns Hof ist ein vierflügeliger, fünfgeschossiger Stahlbeton-Skelettbau mit einer etwa dreißig Meter breiten Sandsteinfassade zur Katharinenstraße. Die mittleren drei der sieben Achsen mit großen Fensterbereichen sind ab dem zweiten Obergeschoss erkerartig vorgewölbt und gehen in ein großes Zwerchhaus über. Die acht Pfeiler tragen sparsamen Ornamentschmuck. Zwei Puttenpaare zieren die Mitte des vierten Obergeschosses. Das Satteldach trägt vier breite Gauben.
Der langgestreckte Hof ist weiß gefliest und hat über dem ersten Stock ein eingeknicktes Glasdach. Ein Gang führt abgewinkelt in den langgestreckten Hof vom Haus Blauer und Goldener Stern.